# Massariosphaeria fridae
Massariosphaeria fridae är en svampart som beskrevs av Spooren 2007. Massariosphaeria fridae ingår i släktet Massariosphaeria, ordningen Pleosporales, klassen Dothideomycetes, divisionen sporsäcksvampar och riket svampar.   Inga underarter finns listade i Catalogue of Life.